# Dialetto algherese
L'algherese (in catalano standard alguerès, in algherese alguerés, pronuncia /alɡaˈɾes/) è una variante del catalano arcaico parlato ad Alghero (L'Alguer in catalano), in Sardegna.

## Riconoscimento della lingua catalana
L'articolo 2 della Legge 482 del 15 dicembre 1999 della Repubblica Italiana sulle Norme in materia di tutela delle minoranze linguistiche storiche riconosce il catalano con queste parole:
L'articolo 2 comma 4 della L.R. n. 26 del 15 ottobre 1997 della Regione Autonoma della Sardegna sulla promozione e valorizzazione della cultura e della lingua della Sardegna riconosce il catalano con queste parole:
La politica linguistica in Sardegna è stata successivamente potenziata con la Legge Regionale 22 del 3 luglio 2018 sulla Disciplina della politica linguistica regionale, e all'articolo 2, comma 1, si chiarisce che:
, oltre che a determinare per legge alcune misure per la toponomastica, la certificazione della lingua, l'istituzione di uffici linguistici e l'insegnamento nella scuola.

## Storia del catalano ad Alghero
La presenza dominante del catalano ad Alghero risale agli inizi del XIV secolo, con l'espulsione nel 1372 da parte dei conquistatori aragonesi delle popolazioni sarde e genovesi a seguito di una ribellione e la loro sostituzione con genti venute dalla Catalogna e dal Paese Valenzano. La città viene di fatto unita alla corona di Aragona e le cariche pubbliche riservate ai catalani.
Le successive immigrazioni sarde nella città hanno a loro volta assunto il catalano arcaico come lingua parlata. Rimasto isolato, il catalano arcaico di Alghero da un lato ha mantenuto la sua originalità e dall'altro ha comunque subito influenze prima dal castigliano e dal sardo, in seguito dall'italiano (soprattutto nella formazione di vocaboli moderni).
Recentemente il catalano di Alghero è stato riconosciuto dalla Repubblica Italiana e dalla Regione Sardegna come lingua minoritaria.

## Diffusione dell'algherese

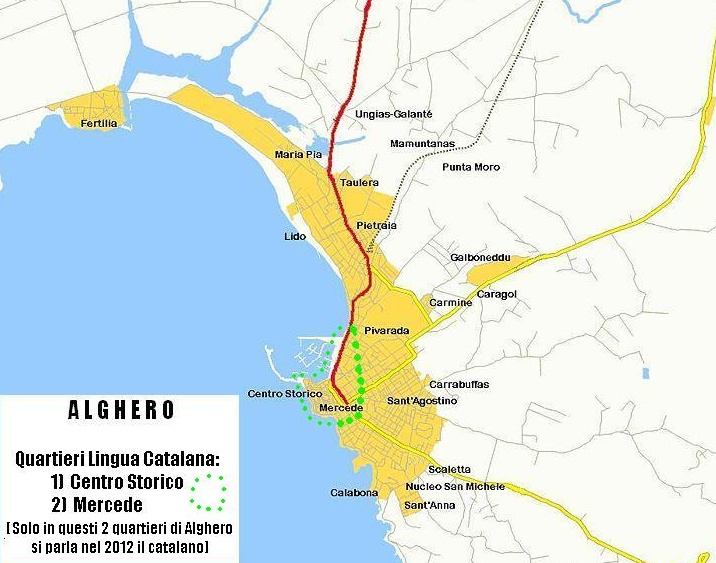
Racchiusi in verde nella mappa, i quartieri "Centro Storico" e "Mercede" di Alghero tradizionalmente di lingua catalana e dove nel 2012 sarebbe parlata.

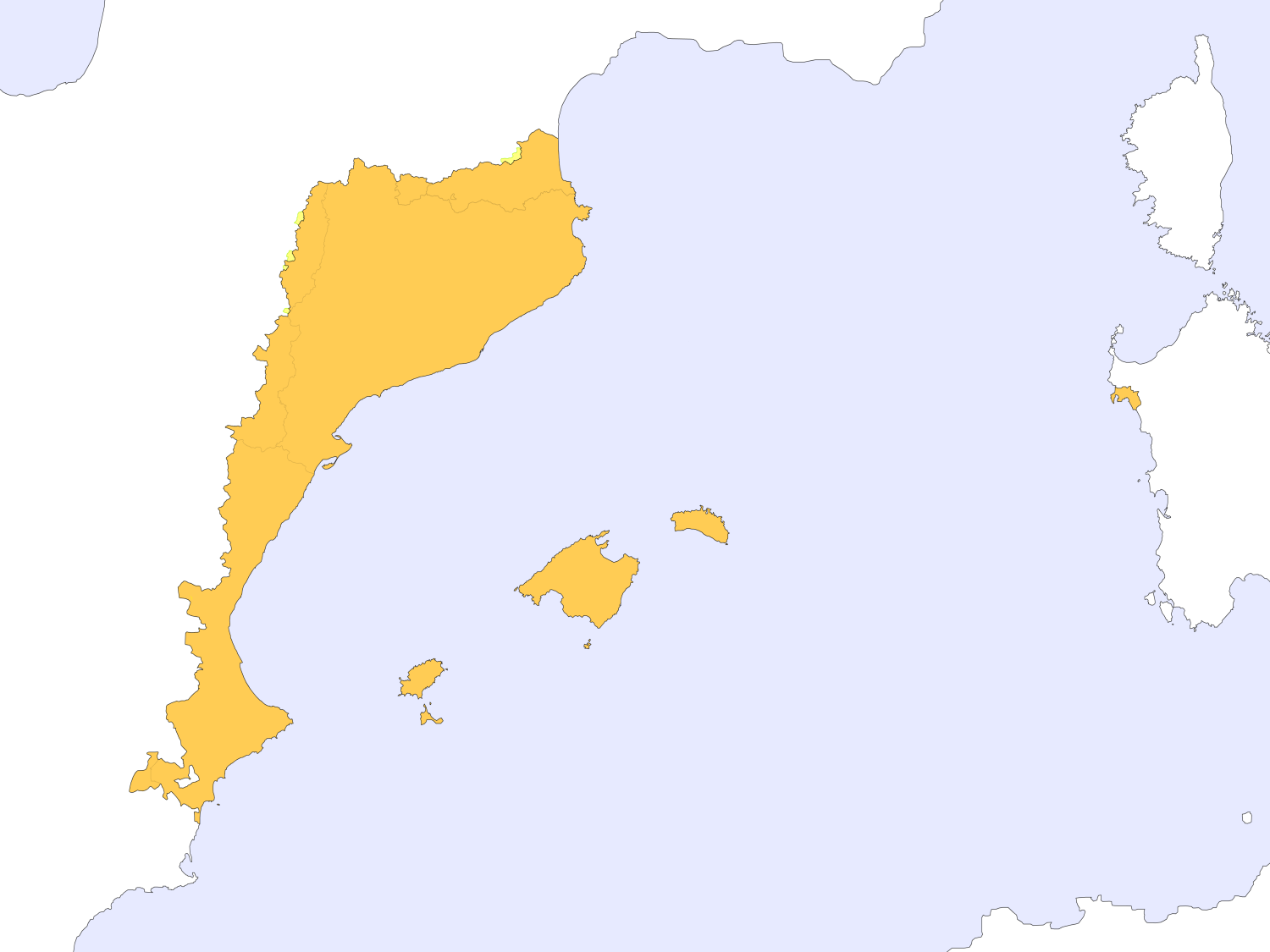
Estensione della lingua catalana
Il catalano è parlato nel principato di Andorra, in Catalogna, Comunità Valenciana, Isole Baleari e Frangia d'Aragona (Spagna), in Sardegna ad Alghero (Italia) e, infine, nel Rossiglione (Francia).

L'algherese è diffuso in Sardegna nella città fortificata di Alghero, dove è compreso da circa il 20% della popolazione e parlato da circa il 10% della stessa. Nel territorio comunale è comunque presente unitamente al sardo logudorese, compreso dal 49,8% degli abitanti. Storicamente infatti l'uso del catalano arcaico era perlopiù limitato alla città intra moenia (ossia ai quartieri del Centro Storico e delle case popolari) e a parte della costa frequentata dai pescatori algheresi, visto che l'agro, come dimostrano i toponimi (es. Sa Segada, Sa Londra o Pala Pirastru), è sempre stato sardofono [lingua sarda logudorese].
Nel 2012 il 22% dei circa 40 000 abitanti di Alghero parla il dialetto algherese, ma tra i giovani in età scolastica solo il 12% del totale: ragion per cui dall'UNESCO viene considerato a rischio di estinzione (endangered).

## Stime diffusione del catalano algherese ad Alghero
Di seguito sono presentati i due principali risultati delle ricerche sulla lingua parlata in città.

### Ricerca sociolinguistica della Regione Sardegna
|                                                                 | Prima lingua | Lingua d'uso abituale |
| --------------------------------------------------------------- | ------------ | --------------------- |
| Italiano                                                        | 64,9%        | 83,3%                 |
| Catalano Algherese                                              | 22,8%        | 13,9%                 |
| Sardo                                                           | 12,3%        | 2,8%                  |
| Fonte: Le lingue dei sardi, ricerca sociolinguistica, anno 2007 |              |                       |

### Inchiesta dellaGeneralitat de Catalunya
La Generalitat de Catalunya è l'organo di governo della Comunitat autònoma de Catalunya, il corrispondente della Regione italiana nello Stato Spagnolo.
|                                            | Prima lingua | Lingua d'uso abituale |
| ------------------------------------------ | ------------ | --------------------- |
| Italiano                                   | 59,2%        | 83,0%                 |
| Catalano Algherese                         | 22,4%        | 13,9%                 |
| Sardo                                      | 12,3%        | 2,8%                  |
| altro                                      | 6,1%         | 0,3%                  |
| Fonte: Generalitat de Catalunya, anno 2004 |              |                       |

## Associazioni di tutela per l'algherese

### Centre d'Estudis Algueresos
Il Centre d'Estudis Algueresos (in italiano "Centro di Studi Algheresi") è un'associazione culturale fondata nel 1952 per promuovere la conoscenza dell'algherese. Il fondatore fu Rafael Sari che divenne primo segretario, mentre Rafael Catardi fu presidente dal 1952 al 1961 e nel 1971, e Antoni Simon Mossa dal 1961 al 1971.
Pubblica la rivista Renaixença Nova dal 1960, e organizzò i Jocs Florals ad Alghero nel 1960 e nel 1961. Nel 1972 cominciò a produrre dischi in algherese.

### Escola de Alguerés Pascual Scanu
L'Escola de Alguerés Pascual Scanu (in italiano "Scuola di Algherese Pasquale Scanu") è una scuola fondata nel 1982 da Josep Sanna per l'insegnamento dell'algherese alle nuove generazioni. Fa corsi di lingua, letteratura e storia catalana, tutti gratuiti e si chiama così in onore dello scrittore e linguista algherese Pasqual Scanu. Il suo direttore è Antoni Nughes, la scuola pubblica il periodico L'Alguer in catalano. L'insegnamento nella scuola si svolge in algherese e in catalano standard, per recuperare il dialetto che poteva andar perso. Collabora con l'Obra Cultural de l'Alguer.

### Associació per a la Salvaguarda del Patrimoni Historicocultural de l'Alguer
L'associació per a la Salvaguarda del Patrimoni Historicocultural de l'Alguer (Associazione per la Salvaguardia del Patrimonio Storico Culturale di Alghero) nasce nel 1988 col fine di contribuire alla tutela del patrimonio artistico-architettonico cittadino di rilevanza storica e del patrimonio linguistico, seriamente minacciato dal processo di sostituzione di linguaggio operato dall'italiano e dall'influenza dei media. Dal 1990 organizza corsi gratuiti d'algherese e dal 1994 ai primi anni 2000 ha portato il catalano d'Alghero nelle scuole pubbliche durante le ore extracurriculari con insegnanti di algherese che lavoravano al fianco dei professori titolari. Dal 1998 al 2004 ha organizzato corsi di aggiornamento per insegnanti, regolarmente approvati dal provveditorato agli Studi di Sassari. Oltre alle lezioni di algherese e alla conduzione del Coro Francesc Manunta organizza anche seminari di drammatizzazione in algherese che si concludono con rappresentazioni teatrali.

## Caratteristiche della varietà
Rispetto al catalano standard si rilevano alcune differenze nel lessico e nella pronuncia dovute alla sua arcaicità o alle differenti influenze esterne:
- gli articoli sono per il maschile lo / los, come nel catalano arcaico e tuttora in alcune zone dei dialetti nordoccidentali (pron. lu / lus; in fonetica sintattica dopo vocale possono semplificarsi in vari modi: lo perde l'elemento vocalico: "con la testa"= ama lo cap /ama l 'kap/; los perde l'elemento vocalico se si trova tra vocali: "con gli amici"= ama los amics /ama ldz a'mics/, tra vocale e consonante può perdere la consonante iniziale: "con i compagni" = ama los companyons /ama ˌus kumpa'ɲonts/, oppure ridursi alla sola marca del plurale: /ama s kumpa'ɲonts/), e per il femminile la / les (pron. la / las). Nel catalano standard di Barcellona gli articoli determinativi sono el / els, la / les;
- sostituzione di -r- con -l- ("port">polt, "sard">saldu, "persona">palzona, "corda">colda, "portal">pultal, "Sardenya">Saldegna), fenomeno comune nel Nord Sardegna al sardo logudorese settentrionale, al sassarese e al gallurese;
- l'assimilazione di rl>l (come in baleare) parlar">pal·là; "burlar">bul·là;
- l'assimilazione dr (etimologico o secondario) >rr : "pedra">pérra, "padrina">parrina, "dormir">dromir>rrumì;
- rotacismo l>r: "blanc">branc, "plana">prana, "clau">crau, "volar">vurà' , "plaça">prassa, "ungla">ungra, "plena">prena, "Barceloneta">Balsaruneta, "vila">vira, "escola">ascora, come anche in sassarese;
- Sostituzione anche in d>r: "cada">cara, "vida">vira, "bleda">brera, "roda">rora, "codony">corom;
- pronuncia in -a- della -e- atona (non accentata): "persona">palzona, "estar">astà' , "alguerés">algarés, fenomeno comune al dominio catalano orientale e al sassarese parlato a Castelsardo; anche in posizione finale, dove per esempio dà luogo al cambio -re>-ra: "escriure">ascriura, "veure">veura, "lladre">llarra, "sempre">sempra;
- pronuncia in -u- della -o- atona (non accentata): "portal">pultal, "lo">lu, "los">lus, "dolor">duró,"obrir">ubrì' , ma òbri (imperativo "apri"), come nel catalano orientale;
- -r muta in posizione finale: "anar">anà' , "saber">sabé' , "fugir">fugì' , "L'Alguer">L'Alghé' , "volar">vurà, come nei dialetti catalani orientali [in realtà -r era pronunciata ancora dai parlanti nati nella seconda metà dell'800, quindi la sua lenizione non può essere addotta come elemento comune al catalano orientale];
- la conservazione della v- come fonema distinto da b-, similmente al catalano delle Baleari e al valenciano;
- la trasformazione della -e- in -i-: "estiu">istiu, "vestir">vistì' , "llegir">lligì'  (come nel catalano rossiglionese);
- la semplificazione (recente e non totale) dell'esito finale -ny>-n e -ll>-l: "any">an, "puny">pun, "fill">fil, "vell">vel, "cavall">caval;
- arcaismo in alcune parole: "espada" (pron. aspara) per "espasa", e come in altri dialetti catalani, "servici" (pron. salvìsi) per "servei", "parèixer" (pron. paréʃar) per "semblar", "almanco" (pron. almancu) per "almenys";
- conservazione dell'uscita in consonante sorda della I persona sing. del presente indicativo: inf. "creure" > crec, "conèixer"> coneix (cat. "conec" e barbarismo "coneixo"), "vivìr"> viv (pron. vif) (cat."visc"), "parlar"> parl (pron. "pal·là"/"pal") (cat. "parlo");
- presenza delle sole forme forti dei pronomi personali atoni come in altri dialetti catalani (arcaismo): "me" (pron. ma), "te" (ta), "se" (sa), "nos" (nus/mus),"vos" (vus), "se" ("sa") contro il catalano standard centrale "em", "et", "es", "ens" (sono anche ammessi e praticati negli altri substandard catalani : "me", "te", "se", "nos", "vos", "se");
- iodizzazione in alcuni vocaboli aventi -ll: "Vallverd">Vaivelt, "Mallorquí">Maiorchì.
- forte tendenza alla metatesi dei nessi in vibrante: "fabrica">frabica, "forment">frument, "patró">prató, "febrer"> frabé, "dormir">dromir>rrumì, come in sassarese e in alcune varianti del sardo;
- utilizzo di termini differenti dal catalano standard (o costituenti arcaismi o varianti stilistiche minori), anche per influenza castigliana, sarda e italiana: ama per "amb"; iglésia al posto di "església" (forma preferente nella lingua standard), llumera per "llum", marina per "mar", ont e quant (arcaismi) per "on" e "quan", cavidani per "setembre", eba per "egua", fatxada per "façana" (ammesso nel dizionario dell'Institut d'Estudis Catalans, cioè l'accademia della lingua catalana), fortuna per "sort" (anche nel dizionario dell'Institut d'Estudis Catalans), lletra per "carta" (anche nel dizionario dell'Institut d'Estudis Catalans), campsant per "cementiri" (sardismo), fatxa per "cara" (nel dizionario dell'Institut significa: «Aspecte exterior d'una persona. Tenir algú fatxa d'ésser estranger. 'Fer bona fatxa, mala fatxa'»);

La maggior parte di queste particolarità fonosintattiche non viene convenzionalmente riportata nello scritto, che adotta spesso le regole di trascrizione del catalano ufficializzato; tale tipo di manovre è oggetto di critica da parte di alcuni, che temono il rischio di un'assimilazione a scopo politico da parte del modello standard rendendo, paradossalmente, l'algherese ancora più vulnerabile.

## Esempi

### I mesi
I nomi dei mesi in algherese sono sostanzialmente uguali a quelli in catalano standard, con l'aggiunta di quattro denominazioni tipiche dell'algherese e derivate dal sardo: cavidani per setembre (sardo Cabudanni/Cabidanne), santuaini per octubre (sardo Santu Aine), santandria per novembre (sar. Sant'Andria) e nadal per desembre (sar. Nadale). Può essere usato indifferentemente l'uno o l'altro nome, ciò nonostante la tendenza è quella di scriverli secondo la variante catalana ufficiale.
| Scrittura in catalano e algherese | Pronuncia figurata in algherese |
| --------------------------------- | ------------------------------- |
| Gener                             | "Giané"                         |
| Febrer                            | "Frabé"                         |
| Març                              | "Malts"                         |
| Abrìl                             | "Abrìl"                         |
| Maig                              | "Mač"                           |
| Juny                              | "Giun"                          |
| Juliol                            | "Giuriòl"                       |
| Agost                             | "Agost"                         |
| Cavidani / Setembre               | "Cavirani / Setembra"           |
| Santuaini / Octubre               | "Santu Àini / Utóbra"           |
| Santandria / Novembre             | "Sant'Andrìa / Nuvèmbra"        |
| Nadal / Desembre                  | "Naràl / Desémbra"              |

### Giorni della settimana
| Grafia in catalano e algherese | Pronuncia figurata in algherese |
| ------------------------------ | ------------------------------- |
| Dilluns                        | "Digliùnts"                     |
| Dimarts                        | "Dimàlts"                       |
| Dimecres                       | "Dimécras"                      |
| Dijous                         | "Digiòus"                       |
| Divendres                      | "Divèndras"                     |
| Dissabte                       | "Dissàta"                       |
| Diumenge                       | "Duméngia (ant. diuméngia)"     |

### Stagioni dell'anno
| primavera o verano (pron. "varanu", sardo beranu) |
| estiu (pron. "istiu")                             |
| autunjo (pron. "atunju", sar. atongiu)            |
| hivern (pron. "imvel")                            |

### Alcune frasi in algherese
| Catalano standard centrale | Pronuncia               | Pronuncia figurata in algherese |
| -------------------------- | ----------------------- | ------------------------------- |
| està sempre parlant        | astà sempra parlan      | astà sémpra pallànt             |
| va a l'escola d'alguerès   | ba a l'ascola d'algarès | ves a l'ascora de alguares      |

eras la prenda giniosa, ru vantu;
an la Saldenya numbrara pe aspantu,
fultificara de torra i bastió,
Balzaruneta del rei de Aragò!»
Il Padre Nostro in algherese:
Pare nostre, que sés al cel,

sigui santificat lo tou nom.

Vengui a mosaltres lo tou regne.

Se faci la tua voluntat,

com al cel així en terra.

Dóna-mos avui

lo pa nostre de cada dia.

I perdona-mos los nostres pecats,

així com mosaltres

perdonem als nostres enemics.

No mos deixis caure en temptació,

i Ilibra-mos de cada mal.